# Alexandru A. Beldiman
Alexandru A. Beldiman (* 16. Maijul. / 28. Mai 1855greg. in Iași; † 1924) war ein rumänischer liberaler Politiker und Diplomat.

## Werdegang

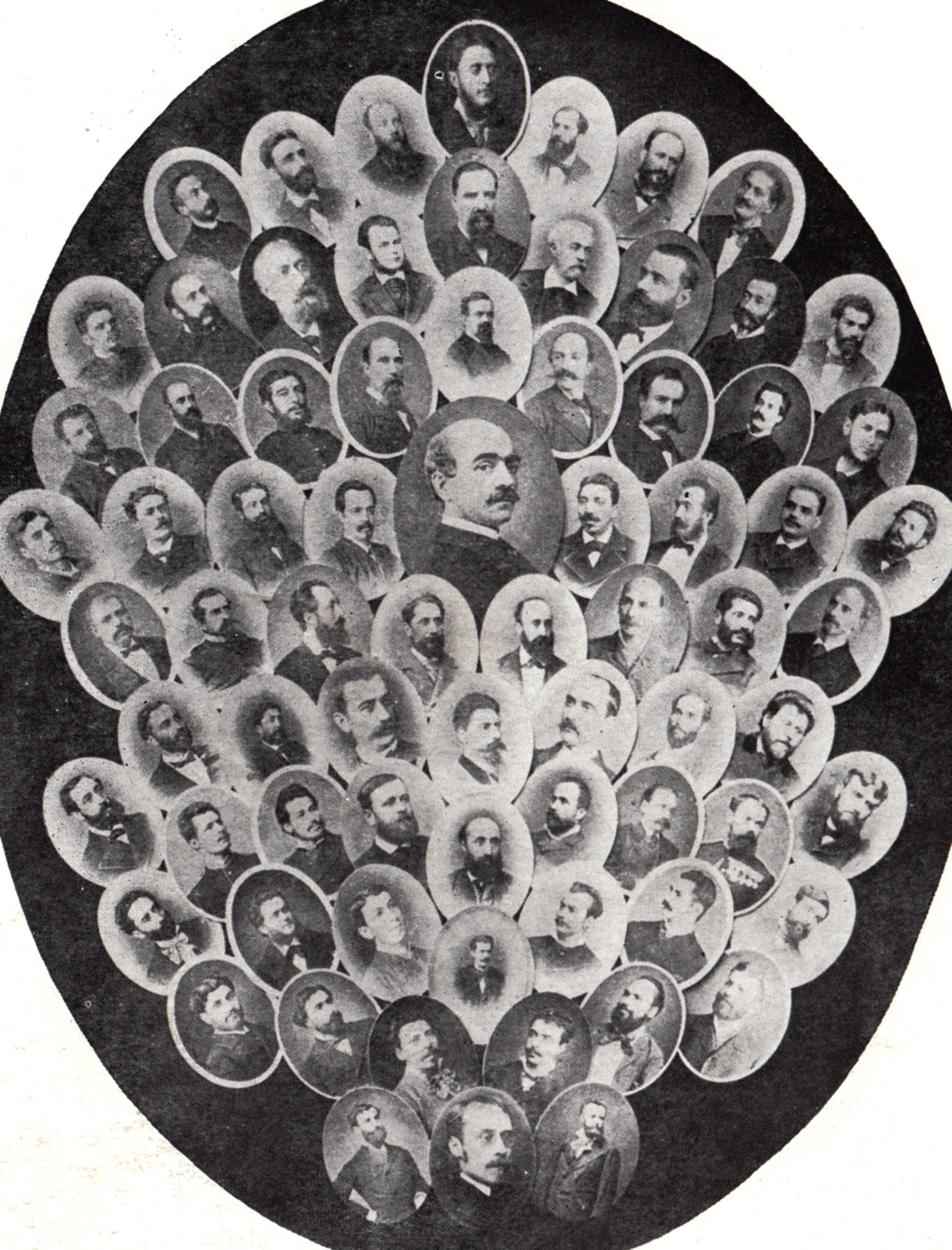
Schriftstellerverein Junimea, 8. Reihe: Theodor Buiucliu, A. D. Xenopol, Petru Th. Missir, Aristide Peride, Alexandru Al. Beldiman, V. Cuciureanu, G. Zaharia.

1877 trat er dem Schriftstellerverein Junimea bei und schrieb für den Jahresbericht 1877. Er trat in den auswärtigen Dienst und wurde Gesandtschaftssekretär in Berlin und Sofia.
Er war Mitarbeiter der Zeitschrift Țară nouă (Neues Land), eine wissenschaftliche Zeitschrift für Wirtschafts- und Literaturwissenschaft, die vom 1. Februar 1884 bis Juni 1887 zweimal im Monat in Bukarest erschien, und Autor mehrerer Aufsätze zu rechtlichen, historischen und politischen Themen, die in rumänischer, deutscher und lateinischer Sprache geschrieben wurden, insbesondere in den Jahren 1876–1917. Er unterstützte den Beitritt Rumäniens zum Dreibund im September 1883.
Von 1888 bis 1895 war er Gesandter in Belgrad. Von 1895 bis 1896 war er Staatssekretär im Außenministerium. Von 1896 bis 1916 war er rumänischer Gesandter in Berlin.